# Saints Peter and Paul Church (Exton)

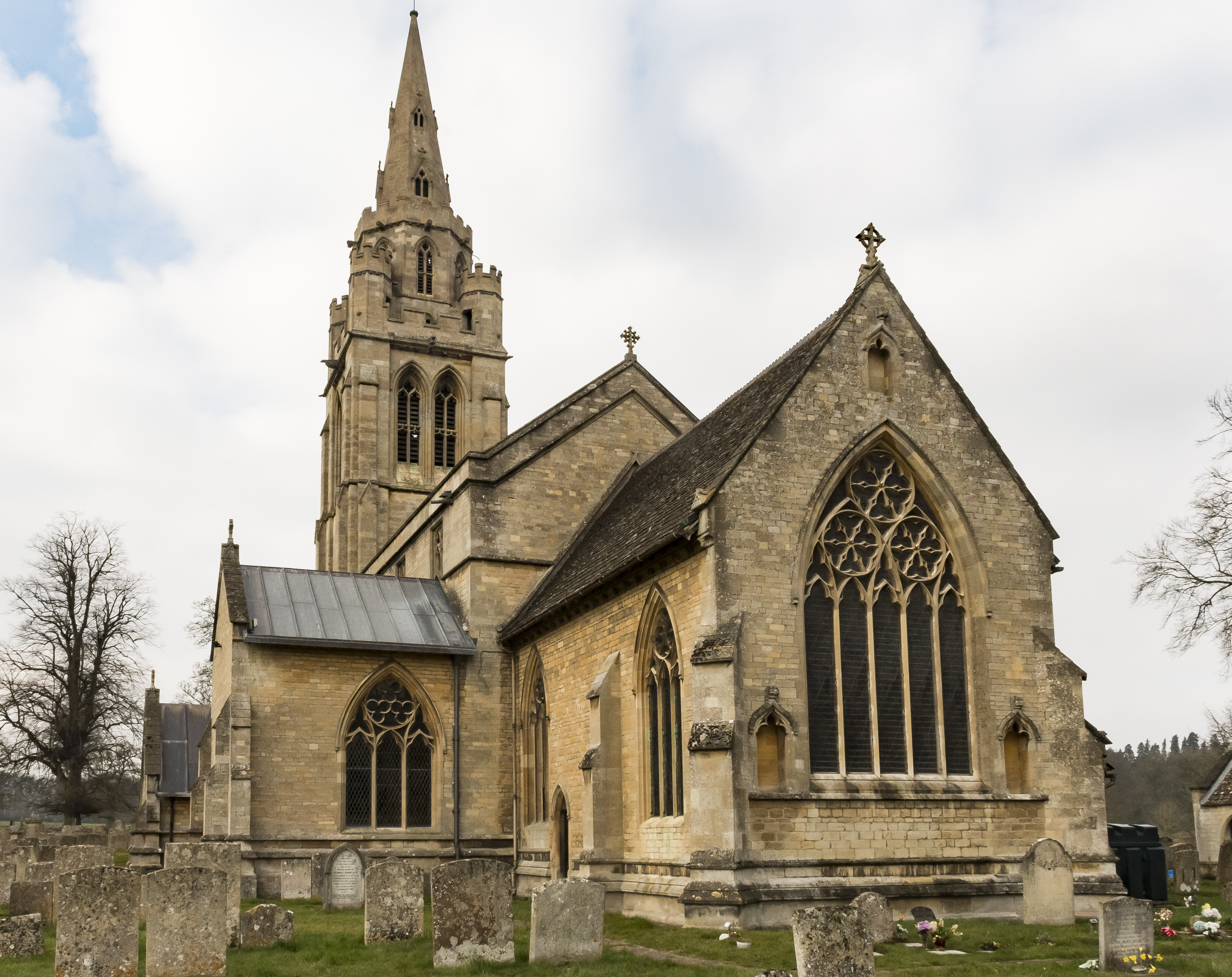
Kirche Saints Peter and Paul, Exton

Die Saints Peter and Paul Church ist ein  anglikanisches Kirchengebäude der Kirche von England in dem kleinen Weiler Exton, der östlich von Oakham in der Grafschaft Rutland gelegen ist. Die Kirche ist als Kulturdenkmal der Kategorie Grade I eingestuft.

## Geschichte
Die unter dem Patrozinium der heiligen Peter und Paul stehende Kirche stellt ein im Kern mittelalterliches, jedoch durch Restaurierungsarbeiten des 19. Jahrhunderts überformtes Bauwerk dar. Die ältesten Bauteile der Kirche finden sich in den Pfeilern und Kapitellen der nördlichen Arkaden aus dem späten 13. Jahrhundert. Der Westturm wird in das frühe 14. Jahrhundert datiert. Er wurde im Jahr 1841 vom Blitz getroffen, woraufhin in den 1840er Jahren die achteckige Laterne und kurze Spitze als Bekrönung errichtet wurde. Die dreischiffige Kirche mit ihrem Langhaus von vier Jochen und zwei schmalen, niedrigen Querhäusern wurde 1851–53 nach einem Entwurf von J.L. Pearson renoviert. Der Chor wurde durch Pearson im hochviktorianischen 'Cottage'-Stil  mit überhängenden Traufen und steil geneigtem Dach ausgeführt. Auch sämtliche Fenster wurden neu gestaltet. Herausragend sind eine Reihe von Grabdenkmälern im Innenraum, die bis auf das 14. Jahrhundert zurückgehen.
Im Jahr 1980 diente die Kirche als Drehort für die Gottesdienstszene mit Sir Alec Guinness in dem Film Der kleine Lord.

## Orgel

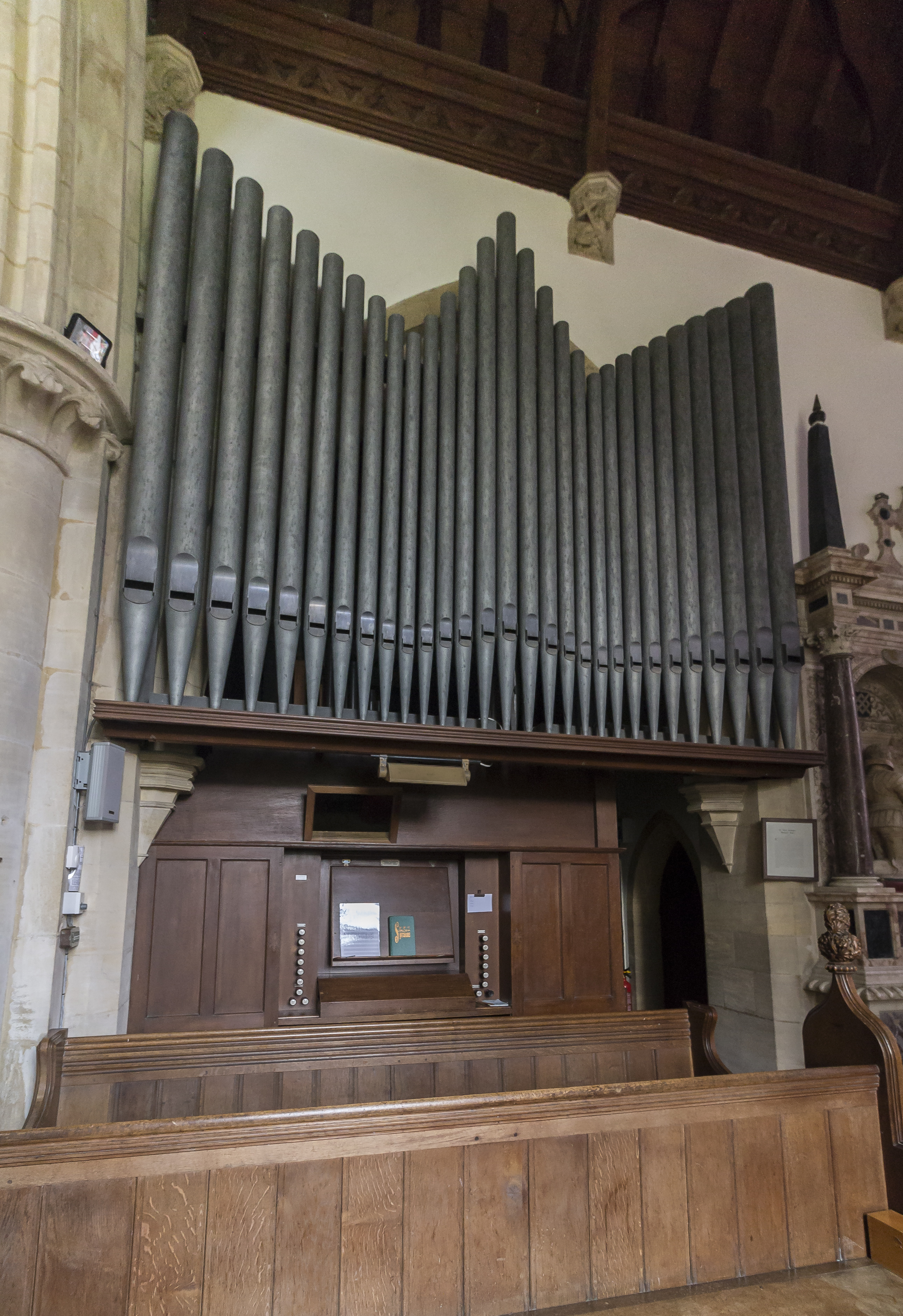
Orgel von 1908

1835 erhielt die Kirche eine erste Orgel mit vier Registern von Gray & Davison. Die heutige Orgel (II/P/13) wurde 1908 von Percy G. Phipps, Oxford, erbaut und ist original erhalten. Sie befindet sich in einer Nische in der Nordwand des Chorraums. Die Disposition lautet:
| I Great Organ C–g3 |               |    |
| 1.                 | Open Diapason | 8′ |
| 2.                 | Dulciana      | 8′ |
| 3.                 | Clarabella    | 8′ |
| 4.                 | Principal     | 4′ |
| 5.                 | Wald Flute    | 4′ |
| 6.                 | Fifteenth     | 2′ |

| II Swell Organ C–g3 |               |    |
| 7.                  | Horn Diapason | 8′ |
| 8.                  | Salicional    | 8′ |
| 9.                  | Hohl Flute    | 8′ |
| 10.                 | Principal     | 4′ |
| 11.                 | Flute         | 4′ |
| 12.                 | Horn          | 8′ |
|                     | Tremulant     |    |

| Pedal C–f1 |         |     |
| 13.        | Bourdon | 16′ |

- Koppeln: II/I, I/P, II/P
- Spielhilfen: zwei Kombinationspedale für jedes Manual
- Traktur: Schleifladen, vollmechanisch